# Rugby Club Toulonnais
El Rugby club toulonnais és un club de rugbi francès fundat l'any 1908 i amb seu a Toló. Triple campió de França (1931, 1987, 1992), actualment juga al Top 14 després de guanyar la Pro D2 2007-2008.